# Courson, Calvados
Courson är en kommun i departementet Calvados i regionen Normandie i norra Frankrike. Kommunen ligger i kantonen Saint-Sever-Calvados som ligger i arrondissementet Vire. År 2018 hade Courson 398 invånare.

## Befolkningsutveckling
Antalet invånare i kommunen Courson
Referens: INSEE